# Saint-Mesmin (Aube)
Saint-Mesmin é uma comuna francesa na região administrativa de Grande Leste, no departamento de Aube. Estende-se por uma área de 16,15 km². Em 2010 a comuna tinha 875 habitantes (densidade: 54,2 hab./km²).